# Gustave Marissiaux
Gustave Marissiaux, né le 1er septembre 1872 à Marles-sur-Canche (Pas-de-Calais) et mort à Cagnes-sur-Mer (Alpes-Maritimes) le 13 mai 1929, est un photographe pictorialiste franco-belge. Il a réalisé des reportages saisissants au début du XXe siècle sur les conditions de travail dans les houillères du bassin liégeois.

## Biographie
Gustave Charles Joseph Marissiaux, né le 1er septembre 1872 à Marles-sur-Canche (France), est le fils de Léopold-Gustave Marissiaux, architecte attaché aux Mines de houille de Marles, et de Marie-Thérèse Micha, fille de commerçant de Seraing (Belgique). Le 11 août 1900, il épouse en premières noces Jeanne Henrard et, à la suite du décès de celle-ci, se remarie à Liège 31 décembre 1915 avec Lucy Chauvin.
Alors que Gustave n’est encore qu'un adolescent, sa famille s’installe à Cointe (Ougrée). Au début des années 1890, il fait des études d'architecture. Très jeune, il se passionne pour la photographie. En 1894, il prend la nationalité belge et est reçu membre de l'Association belge de Photographie. Il expérimente les procédés photographiques en vue de les améliorer et cherche à créer des compositions artistiques. Il complémente celles-ci par des conférences organisées à Liège sur les rapports entre l'Art et la photographie.
En 1899, il abandonne sa profession d'architecte pour se consacrer à l'Art photographique. Il ouvre un studio de photographe portraitiste rue des Carmes à Liège où il élit domicile. Par sa parfaite technique et son sens artistique, il devient le représentant le plus côté de l'Association belge de photographie. Il projette les diapositives prises au cours de ses voyages (Venise en 1903, La Houillère en 1905, Scènes grecques et La Bretagne en 1908) lors des séances annuelles de la section liégeoise de l'Association belge de photographie.
Avec son compatriote Léonard Misonne, il s'engage activement dans la révolution esthétique baptisée pictorialisme ou photographie pictorialiste, à l'instar de l'anglais George Davison, le français Robert Demachy, les frères Hofmeister en Allemagne, et les américains Edward Steichen et Alfred Stieglitz. Le mouvement pictorialiste défend l'idée que la photographie, technique de représentation du réel est aussi une image et doit bénéficier de la même considération que les images produites par la peinture ou les arts graphiques.
Il participe à de nombreux salons d'art photographique à Liège, en Belgique et en France. En 1920, il présente deux importantes collections de photographies au septième salon d'art photographique de Liège : Jardins d'Italie et Petites Villes d'Italie.
L’ensemble de la production du photographe s’étend de 1895 à 1920. Il a notamment été le premier reporter des conditions de travail des mineurs liégeois.
En 1925, il quitte Liège où il avait son atelier pour le sud de la France où il décède 13 mai 1929.

## Style
Ses accents symbolistes s’expriment dans des paysages baignés de brume, dans de sobres études de visages, dans des nus en couleur réalisés selon le « Procédé Sury », ou encore des vues d’Italie, à Venise, dans les villes de Toscane et d’Ombrie. Tous ses travaux (paysages, intérieurs, portraits) sont empreints d'un sentiment artistique et délicat.
Il ne recherchait pas à reproduire fidèlement ses paysages mais plutôt à réveiller les sentiments ressentis en soi à la contemplation de la nature.

## Sélection de compositions photographiques
- L'Été.
- Matinée d'Octobre.
- Le Mendiant.
- Études de Lumière.
- Études de Nuages.
- Les Marais de Fampoux, exposition internationale de Roubaix, 1899.
- La Mélancolie, exposition internationale de Roubaix, 1899.
- La Houillère, collections du Musée de la Vie wallonne, Liège, 1904.
- Venise, 1904.
- Portrait du peintre Auguste Donnay, 1911.
- Hiercheuses, 1914.

## Œuvres dans les musées
- Musée de la photographie de Charleroi.
- Musée de la Vie wallonne, Liège.

## Distinctions
- Grand Prix d'Honneur à l'Exposition internationale de Roubaix, 1899.
- Médaille en or, catégorie portrait, Exposition internationale de Roubaix, 1899.
- Médaille d'or à l'Exposition internationale de Turin en 1903.
- Chevalier de l'ordre de la Couronne (Belgique).

## Publications
- Gustave Marissiaux, Visions d'artiste, avec une préface d'Auguste Donnay, Liège, Imprimerie Vaillant-Carmanne, 1908, 30 planches[7].

## Galerie

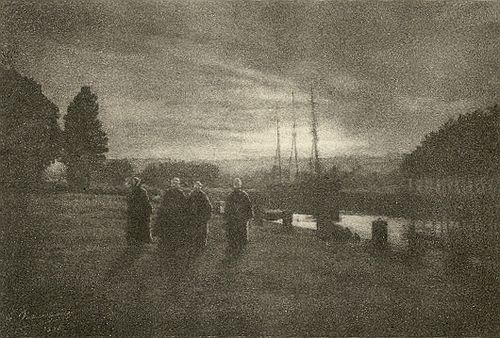
Crépuscule, 1908.
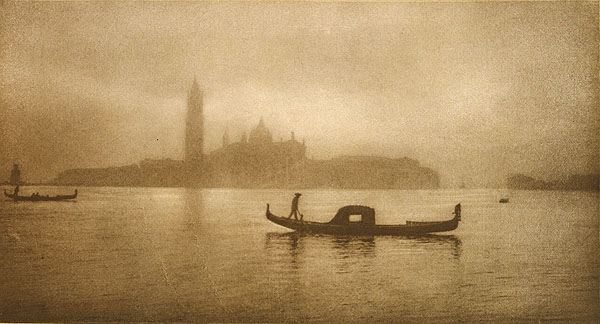
Venise.
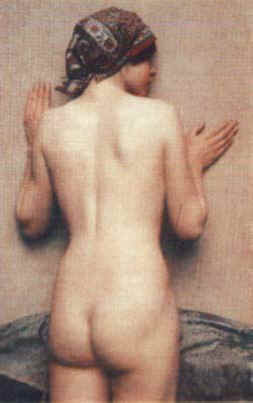
Nu.
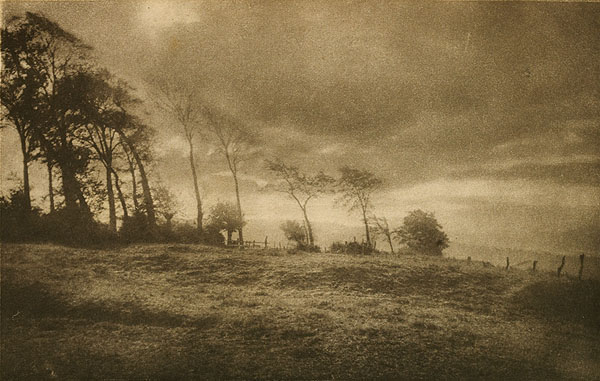
Coup de Vent.
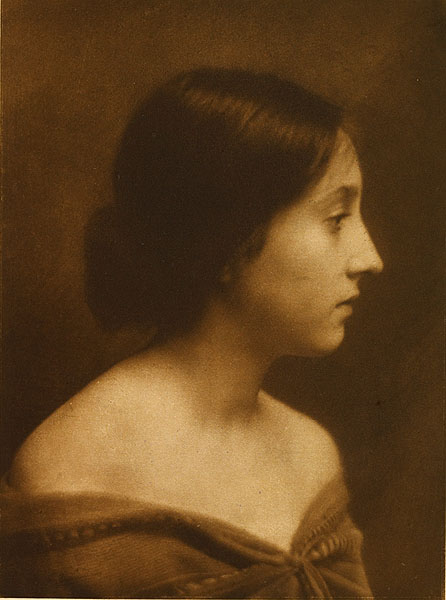
Jeune Fille.
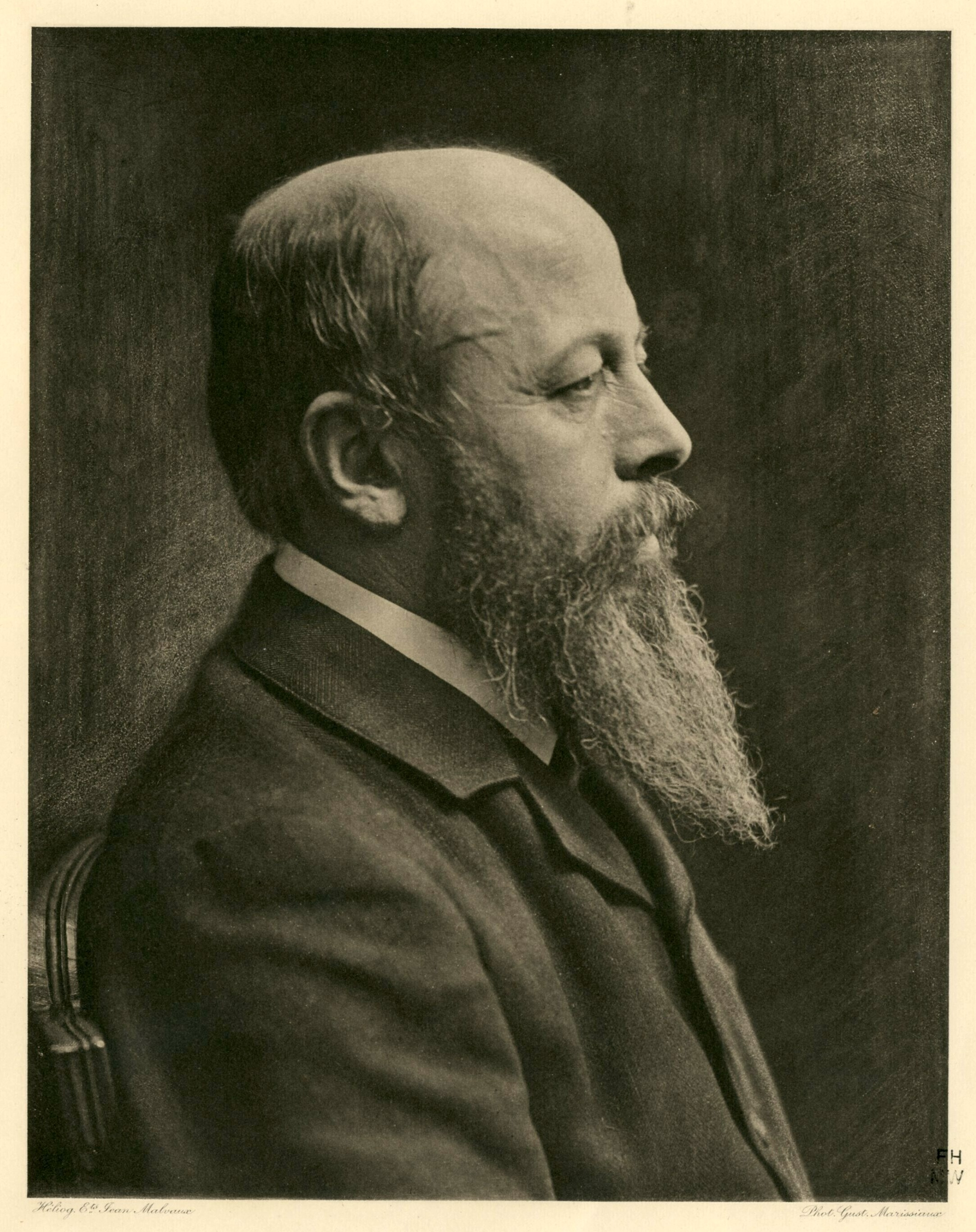
Auguste Donnay.
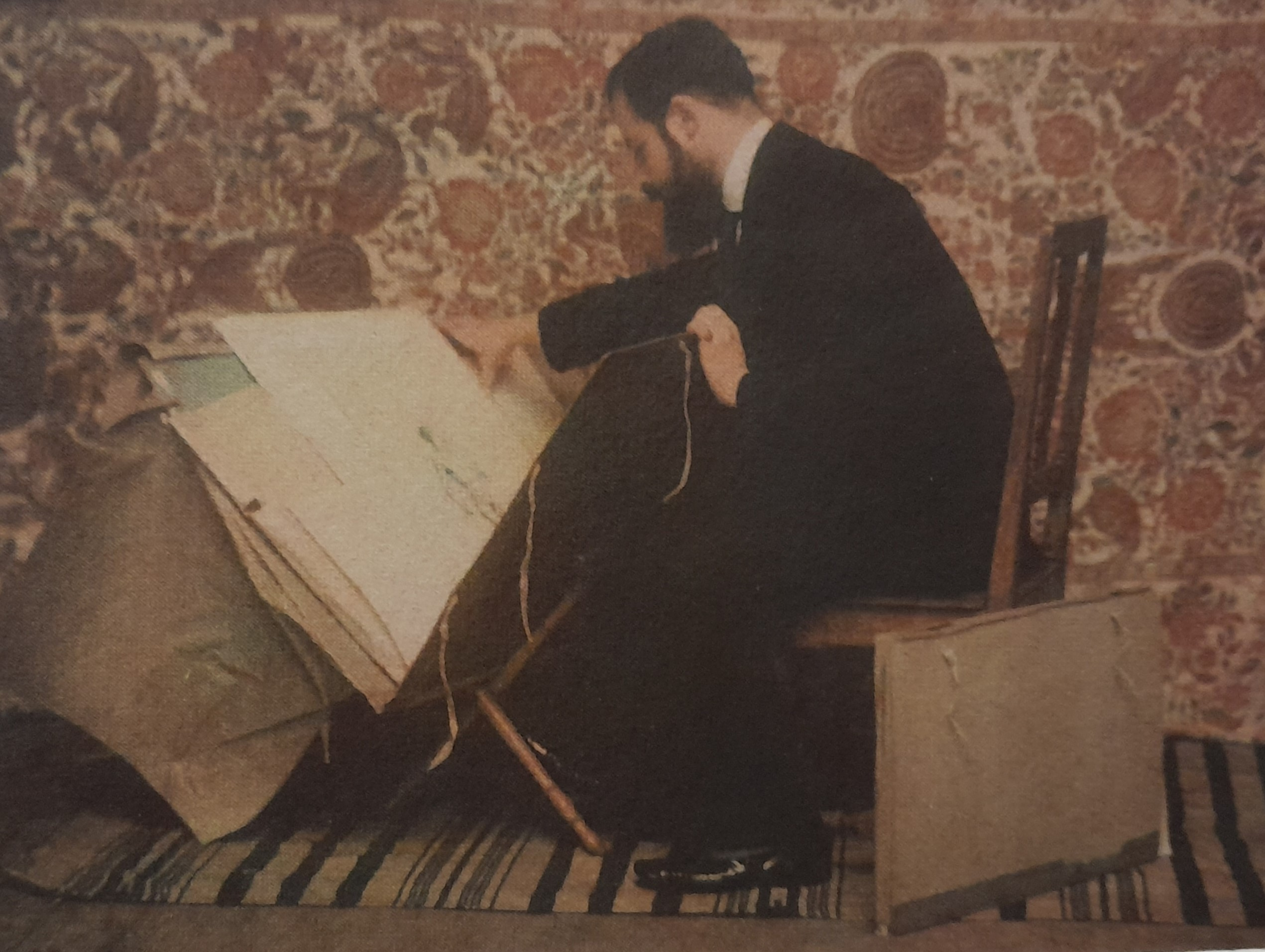
Le peintre Auguste Donnay consultant ses dessins.